# Strilezke
Strilezke (ukrainisch Стрілецьке, bis 1947 Стрільчиська Striltschyska; russisch Стрелецкое, polnisch Strzelczyska) ist ein Dorf in der westukrainischen Oblast Lwiw mit etwa 500 Einwohnern.
Es liegt am Ufer der 16 km langen Sikonyzja (Сікониця; Flusssystem Wyschnja), 70 km westlich von Lwiw und 25 km östlich der polnisch-ukrainischen Grenze, 3 km südöstlich der Stadt Mostyska zwischen den Ortschaften Kryssowytschi im Westen und Lypnyky im Osten.
Am 18. Dezember 2016 wurde die Ortschaft ein Teil der neu gegründeten Stadtgemeinde Mostyska (Мостиська міська громада Mostyska miska hromada).
Bis zum 17. Juli 2020 lag sie im Rajon Mostyska, seither ist sie ein Teil des Rajons Jaworiw.

## Geschichte
Nach der Einnahme Rotrutheniens durch Polen (definitiv 1359) wurde diese Gebirgsgegend in einer deutschrechtlichen Kolonisation von römisch-katholischen Siedlern besiedelt. Angeblich schon im Jahr 1375 gab es am Ort eine der rund 20 römisch-katholischen Kirchen im Bistum Przemyśl, und zwar die einzige in einem Dorf östlich der heutigen polnisch-ukrainischen Grenze. Die erste Erwähnung des Ortes folgte jedoch erst im Jahr 1396. Im Jahr 1404 entstand die Stadt Mostyska (poln. Mościska) als das städtische Zentrum für die römisch-katholische Bevölkerung in Ortschaften wie Strilezke, Pnikut, Krysowice (Kryssowytschi), Krukienice (Krukenytschi), Mistycze (Mystytschi), Myślatyce (Myschljatytschi) und andere.
Politisch gehörte die Ortschaft zunächst zum Przemyśler Land in der Woiwodschaft Ruthenien der Adelsrepublik Polen-Litauen. Im 15. Jahrhundert tauchten viele Personennamen der Dorfbewohner auf, darunter deutschstämmige.
Bei der Ersten Teilung Polens kam das Dorf 1772 zum neuen Königreich Galizien und Lodomerien des habsburgischen Kaiserreichs (ab 1804). Auf der ethnographischen Karte der Österreichischen Monarchie von Karl von Czoernig-Czernhausen aus dem Jahr 1855 lag der Ort in einer polnischen Sprachinsel im Süden von Mościska (Mostyska).
Im Jahr 1900 hatte die Gemeinde Strzelczyska im Bezirk Mościska 180 Häuser mit 1144 Einwohnern, davon waren alle Polnischsprachige, 1107 waren römisch-katholisch, 29 griechisch-katholisch, 8 jüdischer Religion.
Nach dem Zerfall Österreich-Ungarns zum Ende des Ersten Weltkriegs wurde das Dorf zunächst Bestandteil der Westukrainischen Volksrepublik und nach dem Polnisch-Ukrainischen Krieg kam die Gemeinde 1919 zu Polen. Im Jahr 1921 hatte sie 168 Häuser mit 1123 Einwohnern, davon waren alle Polen, 1104 waren römisch-katholisch, 10 jüdischer Religion, 9 griechisch-katholisch.
Im Jahr 1938 lebten im Dorf 1120 Römisch-Katholiken, die zur Pfarrei in Mościska gehörten.
Im Zweiten Weltkrieg gehörte das Dorf nach der Sowjetischen Besetzung Ostpolens zuerst zur Sowjetunion und nach der Eroberung durch die Wehrmacht ab 1941 zum Generalgouvernement. Nach dem Krieg fiel es 1945 wieder an die Ukrainische SSR innerhalb der Sowjetunion und nach deren Zerfall 1991 zur unabhängigen Ukraine.
Von 1990 bis 1994 wurde eine neue römisch-katholische Pfarrkirche gebaut. Die Pfarrei umfasst auch Römisch-Katholiken in den Orten Lipniki, Radenice und Czyżowice.
Im Jahr 2001 hatte das Dorf 481 Einwohner, davon 97,71 % Polen und 2,29 % Ukrainer.
2003 wurde eine neue polnische Schule von der Wspólnota Polska („Polnische Gemeinschaft“) eröffnet. Dank der neuen Kirche und der neuen Schule gilt Strilezke als das wichtige Zentrum für die polnische Bevölkerung um Mostyska, die auf 5000 bis 6000 geschätzt wurde.